# Kanton Saint-Girons
Der Kanton Saint-Girons war bis 2015 ein französischer Wahlkreis im Département Ariège und in der Region Midi-Pyrénées. Er umfasste 14 Gemeinden im Arrondissement Saint-Girons; sein Hauptort (frz.: chef-lieu) war Saint-Girons. Die landesweiten Änderungen in der Zusammensetzung der Kantone brachten im März 2015 seine Auflösung.
Der Kanton Saint-Girons war 259,14 km² groß und hatte 10.299 Einwohner (Stand 2012).

## Gemeinden
| Gemeinde              | Einwohner (Stand: 2022) | Code postal | Code Insee |
| --------------------- | ----------------------- | ----------- | ---------- |
| Alos                  | 116                     | 09200       | 09008      |
| Castelnau-Durban      | 458                     | 09420       | 09082      |
| Clermont              | 118                     | 09420       | 09097      |
| Encourtiech           | 98                      | 09200       | 09110      |
| Erp                   | 132                     | 09200       | 09114      |
| Esplas-de-Sérou       | 171                     | 09420       | 09118      |
| Eycheil               | 530                     | 09200       | 09119      |
| Lacourt               | 201                     | 09200       | 09149      |
| Lescure               | 483                     | 09420       | 09164      |
| Montégut-en-Couserans | 73                      | 09200       | 09201      |
| Moulis                | 796                     | 09200       | 09214      |
| Rimont                | 542                     | 09420       | 09246      |
| Rivèrenert            | 192                     | 09200       | 09247      |
| Saint-Girons          | 6129                    | 09200       | 09261      |